# 西约站
西约站是佛山地铁3号线的一个车站，位于中国广东省佛山市南海区桂城街道南海大道及海辉路交叉路口处。该站于2024年8月23日启用。

## 车站结构

### 车站楼层
本站为地下三层岛式车站，全长145.8m，标准段宽21.9m，标准段开挖深度22.7m。
| 地下一层 | 站厅     | 售票机、客服中心、商店、警务室、安检设施 |  |  |
| 地下二层 | 设备层   | 车站设备                                 |  |  |
| 地下三层 | 1 站台   | █3号线 中山公园方向（下站：叠滘）        |  |  |
|          | 岛式站台 |                                          |  |  |
|          | 2 站台   | █3号线 顺德学院站方向（下站：桂城）      |  |  |

### 站台
本站设有一个岛式站台，位于南海大道的地底。

### 出入口
本站设有A、B、C、D四个出入口，分布于南海大道东西两侧。车站启用初期，仅开放南海大道东侧的B、C口进出。
|                                                             |                         |      |            | |
| 編號                                                        | 设施                    | 照片 | 出口指示   | 建議前往的目的地 |
| B                                                           | 盲道标志 · 扶手电梯标志 |      | 南海大道北 | 海辉路、𧒽岗公园、南海公安局公交车站（西行）、邮电局公交车站（北行）、经委大厦公交车站（北行）、交通大厦东公交车站（东行）、交通大厦公交车站（北行） |
| C                                                           | 盲道标志 · 扶手电梯标志 |      | 南海大道北 | 海辉路、南海体育馆、广东省中西医结合医院、灯湖第五小学、地铁西约站公交车站、南海广场公交车站（北行）                                                 |
| 註： 設有 \| 設有 \| 設有 \| 設有輪椅升降台 \| 設有扶手電梯 |                         |      |            | |

## 历史
本站在规划和施工阶段被称作南海广场站，2022年定名为西约站。
本站于2017年8月11日开始围蔽施工，2019年3月29日完成浇筑首块底板，同年8月31日实现主体结构封顶。
2024年8月23日，本站随3号线“镇安至中山公园”段开通而启用。